# Norveška kraljeva garda
Norveška kraljeva garda (norveško: Hans Majestet Kongens Garde (HMKG), angleško: His Majesty The King's Guard) je bataljon Norveške kopenske vojske. Glavne naloge bataljona so: varovanje norveške kraljeve družine, varovanje kraljevih posesti in trdnjave Akershus v Oslu. Poleg tega pa je bataljon glavna pehotna enota, ki je v primeru vojne zadolžena za branjenje Osla. Vrhovni poveljnik vojske je norveški kralj. Garda je nastanjena v predmestju Osla.

## Zgodovina
Garda je bila ustanovljena leta 1856, ko je kralj Švedske in Norveške Oskar I. izrazil željo, da želi imeti posebno norveško enoto, ki bi utrdila njegovo oblast v obeh deželah. Zbrana je bila skupina 100 vojakov, ki se je za to naloga izšolala poleti leta 1856 in nato 1. novembra prispela v Stockholm.
Leta 1888 so trenja med državama postajala vedno večja, zato je bila četa premeščena v Christianio (danes Oslo), kjer je še naprej opravljala ceremonialno dolžnosti, ko je bil kralj tam. Poleg tega pa so bataljon uporabljali tudi kot testno enota za: zimsko bojevanje, nove vojaške postopke in opremo. Tako je bilo vse do leta 1905, ko je unija med Švedsko in Norveško razpadla in je Norveška postala samostojna država. Vodstvo nove država je prevzel danski princ Karl, ki je nato postal norveški kralj Haakon VII. Garda, ki je do takrat štela le 100 pripadnikov, se je takrat močno okrepila na velikost bataljona in prevzela nove naloga, njihova glavna naloga pa je bila varovanja kraljeve družine.
Med drugo svetovno vojno, ko je Nemčija napadla Norveško, se je gardi posrečilo odbiti napad nemških padalcev in tako rešiti kraljevo družino in vlado pred zajetjem. Pozneje so se pripadniki garde borili še pri Lundehøgda v bližini Lillehammerja in Dovrefjellu. Zardi številnih zmag, ki si jih je bataljon priboril v spopadu z nemško vojsko, so jim Nemci pravili »črni vragi« zaradi njihovih temnih uniform. Po povratku kralja iz Združenega kraljestva je bataljon prevzel stare naloge. Poveljstvo bataljona je bilo leta 1985 premaknjeno iz centra Osla na obrobje, kjer so zgradili nove vojašnice.

## Organizacija
Garda je organizirana, kot lahek pehotni bataljon, ki je sestavljen iz šestih čet:
- 1. četa - sestavljena iz dveh pehotnih vodov, enega pomožnega in enega izvidniškega voda
- 2. četa - sestavljena podobno kot četa 1. in četa 4.
- 3. četa - paradna četa
- 4. četa - sestavljena podobno kot 1. in 2. četa
- 5. četa - logistika in podpora
- 6. četa - šolska četa, ki skrbi za usposabljanje novih pripadnikov

Pri straženju kraljeve palače in ostalih objektov se vodi izmenjujejo vsak teden, medtem pa se pripadniki ostalih vodov  usposabljajo. Večina pripadnikov garde je novih rekrutov, ki so končali osnovno usposabljanje. Ko rekruti po osnovnem usposabljanju prispejo v bataljon, se začnejo usposabljati v boji iz bližine, streljanju in reševanju, ter še nekaterih tehnik potrebnih za varovanje kraljeve družine; šele nato so lahko zadolženi za varovanje kraljevih in državnih objektov.

### Dolžnosti regimenta
Dolžnosti regimenta se v desetletjih, odkar obstaja, niso kaj dosti spremenile. Njegova glavna dolžnost je varovanje kraljeve družine v primeru vojne, v času miru pa ima regiment stražarske in ceremonialne dolžnosti, kot so razne državne otvoritve, slovesnosti, obletnice in obiski tujih državnikov.

### Menjava garde
Menjava garde pred kraljevo palačo poteka vsak dan od 13.30 do 14.00. Čeprav menjava garde ni tako velika kot velika kot v Veliki Britaniji, kljub temu pritegne številne radovedneže in turiste.

### Obleka
Obleka se v 141 letih, odkar obstaja bataljon, ni bistveno spremenila. Največji dodatek, k tradicionalni vojaški uniformi je bilo pero, ki so ga prevzeli od italijanskih bersaljerov. Ti so leta 1860 tako navdušili švedsko princeso Louise, da je podobno opravo zahtevala tudi od svojih vojakov. Tradicionalna vojaška uniforma je temno modre barve. Hlače imajo na vsaki hlačnici belo črto. Na glavi majo kapo s peresom in značko v nacionalnih barvah države in kraljevo krono. Okoli pasu imajo pas z nabojniki, oboroženi pa so s puško Heckler & Koch G3. Tako kot britanska kraljeva garda je tudi norveška garda oborožena s pravim strelivom.

## Maskota
Maskota bataljona je bil pingvin Nils Olav iz Edinburškega živalskega vrta. Pingvin je postal maskota leta 1961, ko je norveška garda v Edinburgu obiskala tradicionalno parado vojaških gard iz držav commonwealtha in ostalega sveta. Takrat so pingvinu prvič podelili čin, nato pa ga povišali vsakič, ko je norveška garda obiskala Edinburg. Pingvin je poginil leta 1987, njegovo vlogo pa je prevzel nov pingvin Nils Olav II. Do leta 2005 je pingvin napredoval do čina polkovnika, poleg tega pa je bil še odlikovan za dolgo služenje v norveški vojski in za to prejel posebno odlikovanje.
15. avgusta 2008 je bil pingvin povišan v viteza ob prisotnosti norveškega kralja Haralda V. Takrat je pingvinu pripadala čast, da je pregledal postrojeno norveško kraljevo gardo, na desni plavuti pa se mu je svetilo popolnoma novo in doslej najvišje odlikovanje, ki ga je kadarkoli prejela kaka žival ali maskota.